# Wesray Capital Corporation
Wesray Capital Corporation est une société de capital-investissement américaine qui se concentre sur les investissements de rachat par emprunt. La société a été fondée par l'ancien secrétaire américain au Trésor William E. Simon et l'ancien propriétaire des New Jersey Nets Ray Chambers.
La société est connue pour son investissement en 1982 dans Gibson Greetings ainsi que pour sa participation à la création d'autres sociétés de capital-investissement notables dans les années 1990, notamment Vestar Capital Partners et Catterton Partners.
L'entreprise est basée à New York.

## Historique
La société Wesray a été créée en septembre 1981 par William E. Simon, Ray Chambers et Frank E. Walsh, Jr. Les associés ont d'abord collaboré à partir de début 1981 pour acheter plusieurs petites entreprises, comme Tactec Systems, la division de communications mobiles de RCA ; une ferme ostréicole de Long Island ; et Mobile Music Man, une entreprise spécialisée dans la location d'instruments de musique pour les écoles. Afin de continuer leur collaboration, il fonde une nouvelle entreprise nommée d'après les initiales de William Simon « WES » et le prénom de Chambers « RAY »,.
En janvier 1982, Wesray et un groupe d'autres investisseurs achètent la société de cartes de vœux Gibson Greetings. Ils ont investi 1 million de dollars réparti en trois parts égales et par un effet de leviers d'emprunts, ils ont pu acheter Gibson pour 80 millions de dollars. Au milieu de l'année 1983, seize mois après l'achat, Gibson est introduite en bourse pour 290 millions de dollars, ce qui permet à Simon et Chambers de récolter environ 70 millions de dollars chacun,.
Courant 1984, Wesray achète Heekin Can auprès de Sir James Goldsmith par le biais d'une complexe transaction de rachat par emprunt presque sans investissement de la part de Wesray. La quasi-totalité du prix d'achat de la société a été obtenue grâce à l'utilisation des réserves de trésorerie, des lignes de crédit détenus par Heekin, gagés sur les actifs ainsi qu'un accord de cession-bail des installations. Dans son autobiographie, Simon a déclaré que Wesray n'avait contribué qu'à un million de dollars pour acheter une entreprise d'une valeur de 82,9 millions de dollars, tandis que l' International Directory of Company Histories rapporte la contribution de Wesray à seulement 250 000 dollars et le prix d'achat total à 108,8 millions de dollars. En 1985, Wesray ouvre le capital de Heekin et réalise un bénéfice de 28 millions de dollars grâce à la vente de ses participations Heekin. Simon et Wesray finaliseront plus tard l'acquisition d' Atlas Van Lines pour 71,6 millions de dollars. Au total, entre 1981 et 1984, Wesray a acquis 14 sociétés que Simon a décrites dans son autobiographie comme « pour la plupart peu connues », les vendant plus tard pour ce qu'il a décrit comme « des bénéfices incroyables ». Le succès de l'investissement de Gibson Greetings a attiré l'attention des médias au sens large sur le boom naissant des rachats par emprunt.
Simon a mis fin à son rôle actif dans la gestion de l'entreprise mais Chambers est resté responsable des transactions, notamment l'achat en 1985 d'Avis Rent a Car System. L'achat est suivi 14 mois plus tard par une vente sous la forme d'un plan d'actionnariat salarié pour 1,75 milliard de dollars et la vente d'autres actifs pour 674 millions de dollars, Chambers réalisant un bénéfice de 740 millions de dollars sur une mise de fonds de 10 millions de dollars. D'autres investissements incluent Simmons Co., RKO Pictures (septembre 1987), Simplicity Patterns, Six Flags, Ally &amp; Gargano, Western Auto, et The Outlet Company.

## Implication avec d'autres sociétés
Wesray et Chambers ont été les premiers investisseurs dans la société de rachat Vestar Capital Partners, investissant dans le premier fonds Vestar en 1988. John D. Howard, qui avait été vice-président principal et associé chez Wesray, deviendra co-PDG de Vestar et plus tard PDG de Bear Stearns Merchant Banking ( Irving Place Capital ).
En 1990, les fondateurs de Catterton Partners, Frank Vest, Michael Chu et Scott Dahnke, se sont associés à l'ancien secrétaire américain au Trésor William E. Simon pour former ce qui était alors connu sous le nom de Catterton-Simon Partners.
En outre, Wesray Capital a racheté la société William Carter de Needham Ma, en juin 1988, pour la somme de 115 millions de dollars.

## Voir également
- WP Carey &amp; Co.